# Zatjarovannaja Desna
Zatjarovannaja Desna (russisk: Зачарованная Десна) er en sovjetisk spillefilm fra 1964 af Julija Solntseva.

## Medvirkende
- Jevgenij Samojlov som Aleksandr Petrovitj
- Vova Gontjarov som Sasjko
- Jevgenij Bondarenko som Mikola
- Zinaida Kirienko som Odarka
- Boris Andrejev som Platon